# 一般化
一般化（いっぱんか、英語: generalization）とは、抽象化の一形態で、特定の実例の共通の特性を一般的な概念や主張として定式化するものである。一般化においては、ドメインや要素の集合、およびそれらの要素に共通する1つ以上の共通の特性の存在を仮定する（すなわち、概念モデルを作成する）。このように、一般化は（特に論理学、数学、科学の分野では）全ての有効な演繹的推論の本質的な基礎であり、一般化がいかなる状況においても真であるかどうかを判断するためには検証のプロセスが必要となる。
一般化は、全体を構成する部分を、全体に属するものとして識別するプロセスを指す場合にも使われる。単独では無関係のように見える個々の部分も、それらの間に共通の関係を確立することによって、グループとしてまとめられ、それゆえに全体に属することになるかもしれない。しかし、「全ての」部分の間に共通の関係が確立されるまでは、部分を全体として一般化することはできない。これは、部分が無関係であることを意味するのではなく、一般化のための共通の関係がまだ確立されていないことを意味する。
一般化の概念は、多くの関連する分野で広く応用されており、時には専門的な文脈でより特定の意味を持つこともある（例えば、心理学での一般化、学習での一般化など）。
一般的に、2つの関連する概念AとBが与えられた場合、以下の場合に「AはBの一般化である」（あるいは、「BはAの特別な場合である」）と言える。
- 概念Bの全ての実例は、概念Aの実例でもある。
- 概念Bの実例ではない概念Aの実例が存在する。

例えば、「動物」という概念は、「鳥」という概念を一般化したものであり、全ての鳥は動物であるが、全ての動物が鳥であるわけではない（例えば犬）。詳しくは、ジェネラリスト種とスペシャリスト種を参照。

## 上位概念と下位概念
一般化(generalization)と特殊化(specialization)の関係は、上位概念と下位概念に対応している。一般的な用語としての上位概念(hypernym)は、桃や樫のような同等のランクの項目を表す「木」や、巡洋艦や汽船のような同等のランクの項目を表す「船」のように、同等のランクの項目のクラスやグループを表す。これに対して下位概念(hyponym)は、木に含まれる桃や樫、船に含まれる巡洋艦や汽船などのように、一般的なものに含まれる項目の一つである。

## 例

### 生物学的な一般化

一般化するときは、多くの離散的な対象から類似性を分析して、概念の本質を抽出する。その結果、単純化することで、より高度な思考が可能になる。

例えば、哺乳類、鳥類、魚類、両生類、爬虫類を一般化すると「動物」になる。

### 地理情報の一般化
地図作成において、異なる縮尺や目的に合わせて地図を作成するための手法として、一般化は長い歴史を持っている。地図作成における一般化とは、地図の表示媒体の縮尺に合わせて地図の情報を選択して表現することである。全ての地図は、表示の基準に適合するように一般化されている。そのため、縮尺が小さい地図では、情報を大幅に取捨選択する必要がある。そのため、地図制作者は、世界の表現の中で地理空間情報を伝える適切で有用な地図を作成するために、地図内のコンテンツを決定し、調整しなければならない。

### 数学における一般化
- 多角形は、3辺の三角形、4辺の四角形などをn辺に一般化したものである。
- 超立方体は、2次元の正方形、3次元の立方体などをn次元に一般化したものである。
- 超球面、楕円体、放物面、双曲面などの二次曲面は、円錐曲線（円錐の断面）を高次元に一般化したものである。
- テイラー級数はマクローリン級数の一般化である[1]。
- 二項式は、{\displaystyle (1+x)^{n}}の式の一般化である[1]。